# Mörrums GoIS IK
Le Mörrums GoIS IK est un club de hockey sur glace de Mörrum en Suède. Il évolue en Division 1, troisième échelon suédois.

## Historique
Le club a été créé en 1966.

## Palmarès
- Aucun titre.